# Château de Lancarré
Le château de Lancarré est situé à Plestin-les-Grèves en France.

## Localisation
Le château est situé sur la commune de Plestin-les-Grèves dans le département des Côtes-d'Armor, dans la région Bretagne.

## Description
Le corps de logis est composé d'un corps de bâtiment principal comprenant, d'une part, une tour circulaire sur l'angle antérieur droit et, d'autre part, un corps de bâtiment de plan massé sur l'angle antérieur gauche couvert d'un toit en pavillon. Il comprend un sous-sol semi-enterré, un rez-de-chaussée surélevé, un étage carré et un comble et présente plusieurs éléments de décor (larmiers à retours, baies à traverse, toit conique, toit en pavillon couronné d'une crête de toit en zinc).

## Historique
Maison de notable datant de la fin du XIXe siècle.
Le château est inscrit à l'inventaire général du patrimoine culturel.